# 霖園圖書館
霖園圖書館是霖園集團的圖書館，隸屬國泰建設文教基金會，為紀念霖園集團創辦人蔡萬霖所創。在臺灣共有十三處分館，多位於國泰建設的步登公寓住宅社區內。開放時間為星期二至星期六，每日下午二時至晚間九時。

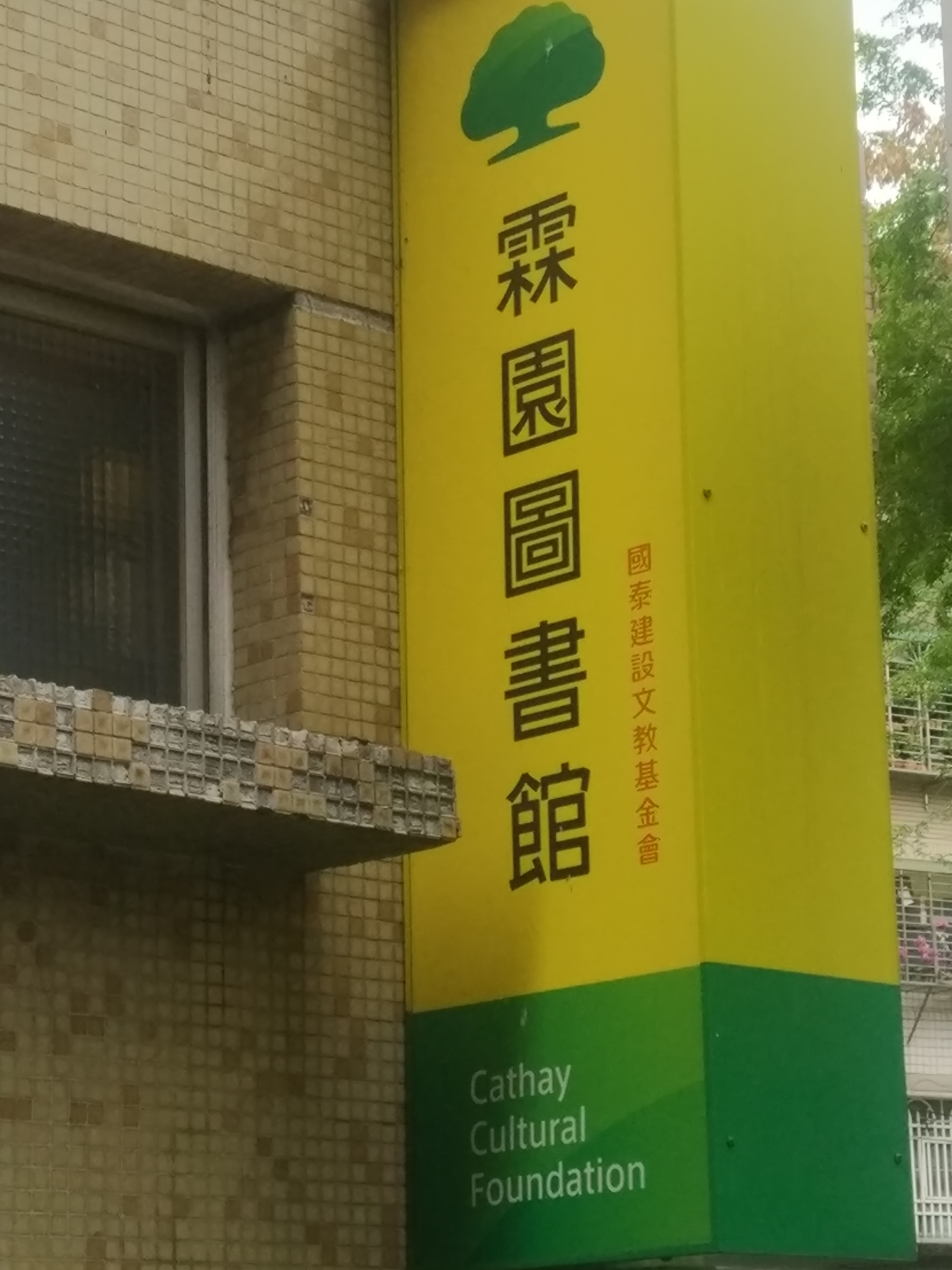
霖園圖書館

## 圖書館列表
| 新北市 |          |                              |            |
| 新莊區 | 新莊分館 | 新莊區建中街90巷5弄19號      | 1987.10.14 |
| 板橋區 | 板橋分館 | 板橋區三民路二段正泰五巷18號 | 1985.06.14 |
| 三重區 | 三重分館 | 三重區中正北路394巷6弄10號   | 1988.04.21 |
| 台北市 |          |                              |            |
| 信義區 | 名人分館 | 信義區永吉路350號            | 1986.10.04 |
| 高雄市 |          |                              |            |
| 鼓山區 | 內惟分館 | 鼓山區鼓山三路224巷7號       | 1984.08.28 |
| 鼓山區 | 華園分館 | 鼓山區民利街85巷1號          | 1986.04.18 |
| 苓雅區 | 苓雅分館 | 苓雅區林泉街38巷9弄4號       | 1986.10.17 |
| 台中市 |          |                              |            |
| 北區   | 曉明分館 | 北區山西路二段23巷1號        | 1984.09.25 |
| 台南市 |          |                              |            |
| 東區   | 裕農分館 | 東區裕農路389巷3弄12號       | 1984.12.28 |

## 外部連結
- 國泰文教霖園圖書館介紹 （页面存档备份，存于）